# Pakkawat Vilailak

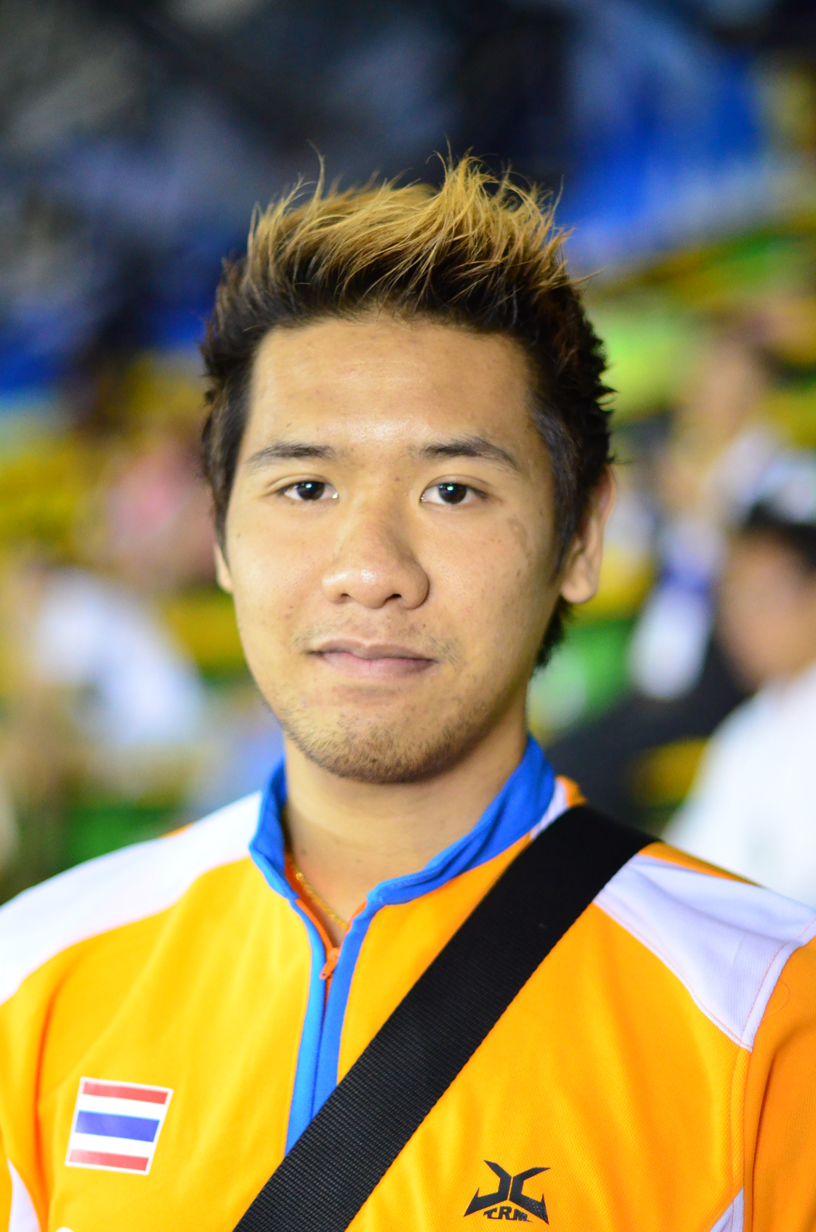
Pakkawat Vilailak im Jahr 2013

Pakkawat Vilailak (Thai: ภควัฒน์ วิไลลักษณ์; * 30. Oktober 1988) ist ein thailändischer Badmintonspieler.

## Karriere
Pakkawat Vilailak gewann bei den thailändischen Badmintonmeisterschaften in den Jahren von 2007 bis 2010 zwei Silber- und drei Bronzemedaillen. Bei den Südostasienspielen wurde er Dritter mit dem thailändischen Team ebenso wie bei den Asienspielen 2010 und den Südostasienspielen 2011. 2010 siegte er bei den Kaohsiung International.